# 소피스트
소피스트(그리스어: Σοφιστές, 라틴어: sophistes, 영어: sophist)는 고대 그리스의 특정 종류의 교사를 일컫는 말이다. 그리스어의 원래 의미는 '현자(賢者)', '알고 있는 사람', '지식을 주고 가르치는 사람'이었으나 플라톤이나 아리스토텔레스에 의하여 '궤변가(詭辯家)'라는 부정적 의미로 사용되었다. 소피스트는 종래의 시인들에게 이어받은 교육 문화의 전통을 깨는 일이 없이 신화를 인용하여 개성을 존중하면서 고등 교육의 촉진에 기여하였으나 기원전 4세기 이후 에우티데모스 형제처럼 아류가 되어 언론의 공정성을 무시하고 전적으로 에리스티케(문답 경기)에 열중함으로써 악명을 얻었다.
전통적으로 소피스트들은 궤변론자(詭辯論者)등으로 치부되어오는 경향이 있었다. 그러나 최근에는 이러한 부정적인 평가는 정당하지 않다는 의견도 일부 나와 부분적으로 재평가가 이루어지고 있다. 그 시발점이 된 것은 조지 커퍼드의 <소피스트 운동>이다.

## 소피스트의 출현 배경
소피스트의 출현 배경으로는 두 가지가 있다.
첫 번째는 소피스트 이전의 철학자들이 우주에 대한 한 결론에 도달하지 못했다는 것이다. 여러 학파는 각자의 주장만을 고집했고, 자연 철학자들은 알맞은 결론을 도출하지 못했다. 이런 주장은 자연의 비밀을 간파하는 데 난점을 제공했으며 자연의 진리를 발견할 수 있는 인간 이성의 능력에 대한 회의주의적 분위기를 초래했다. 회의주의로 인해 철학은 새로운 방향으로 나가게 되었으며, 철학자들은 인간 지식의 문제에 집중하였다.
두 번째는 아테나 사회의 변화이다. 페르시아 전쟁(B.C 490~480)에서 아테네가 승리하게 되어 아테네 사회가 부와 권력을 가지게 되면서 그들은 소위 민주주의 사회를 이루었다. 그 후 선생으로서 소피스트가 출현(대부분 아테네 출신이 아닌 타 지역인)하게 되었고 그들은 노예 국가에 예속된 소피스트들이었으므로 아테네의 관습과 문화를 바꾸는 데 주역할을 하게 되었다. 소피스트는 주로 떠돌이 교사로서 혹은 외교관의 자격으로 아테네에 왔던 사람들로 구성되었다. 그중 대략 기원전 5세기부터 4세기까지 아테네에 출현했던 소피스트들은 서로 다른 지방에서 왔기 때문에, 아테네인의 사고 방식과 관습을 참신하게 여겼고, 그것들에 대해 탐구적인 질문을 제기할 수 있었다.

## 활동
프로타고라스는 개인을 위주로 한 지식의 상대성과 전진성을 강조하였고, 덕의 교사로서는 종래의 귀족적인 덕에 대신하여 욕지(辱知)와 정의와 우애를, 민중 일반이 가르침을 받아 공유(共有)해야 할 폴리스의 덕이라고 역설하였다. 고르기아스는 존재에 대해서는 불가지론적(不可知論的), 회의주의적인 태도를 취하였으나 동시에 언어가 감정에 미치는 극적 효과를 중시하여 기만과 설득에 의하여 사람들을 시의적(時宜的)인 행동으로 유도해 가는 일에 노력하였다. 이처럼 긴장한 비극성을 아류(亞流)인 카리쿠레스와 프라시마코스에서는 기회주의적이고 배덕적인 것으로 타락시켜 힘이 즉 정의라는 논법을 펴기에 이르렀다. 기원전 5세기 후반에는 케오스의 프로디코스가 아테네를 방문하여 변론의 공연(公演)을 하여 호평을 받았다. 그는 자연에서 출발하여 언어·지식을 전달한 문명의 인위적인 발전을 강조하였는데, 특히 '헤라클레스의 선택'이란 덕론(德論)이 유명하다. 백과전서적인 관심을 보였던 엘리스의 히피아스는 전반적인 지식 위에 웅변가와 정치가의 교육을 베풀어야 한다고 강조하였고, 또 자연의 법과 인위의 법의 대립을 조정하려고 하였다. 또한 그는 수학을 교육의 중요한 부분으로 하였다.

## 유명한 소피스트
- 프로타고라스
- 트라시마코스
- 고르기아스
- 프로디코스
- 히피아스
- 안티폰
- 크리티아스

## 같이 보기
- W. K. C. 거스리